# Казальморо
Казальморо (итал. Casalmoro) — коммуна в Италии, располагается в регионе Ломбардия, подчиняется административному центру Мантуя.
Население составляет 2049 человек, плотность населения составляет 158 чел./км². Занимает площадь 13 км². Почтовый индекс — 46040. Телефонный код — 0376.
Покровителем коммуны  почитается святой первомученик Стефан, празднование 26 декабря.